# Хесус, Марлон де
Марлон Джонатан де Хесус Павон (исп. Marlon Jonathan de Jesús Pavón; род. 4 сентября 1991[…], Ибарра) — эквадорский футболист, нападающий перуанского клуба «Спорт Уанкайо». Выступал за сборную Эквадора.

## Биография
Де Хесус начал карьеру в клубе «Эль Насьональ» из города Кито.
19 февраля 2009 года был отдан в аренду в аргентинский клуб «Ривер Плейт». После чего в течение двух месяцев находился в аренде в бразильском «Гремио». И 15 июня 2009 года вернулся в «Эль Насьональ». В 2011 году выступал в чемпионате Израиля.
В 2008 году Марлон дебютировал в молодёжной сборной Эквадора. А в 2010 и в основной сборной своей страны. 5 сентября 2010 года дебютировал в основной сборной Эквадора, выйдя на замену Кристиану Бенитесу в товарищеской игре против сборной Мексики. Эквадор выиграл в гостях со счётом 2:1. 21 апреля 2011 года Марлон провёл свой второй матч за сборную, также товарищеский, против Аргентины (2:2), также выйдя на замену во второй половине встречи.